# Казануова (Арецо)
Казануова је насеље у Италији у округу Арецо, региону Тоскана.
Према процени из 2011. у насељу је живело 117 становника. Насеље се налази на надморској висини од 245 м.